# Kieran Smith (nuotatore)
Kieran Smith (Ridgefield, 20 maggio 2000) è un nuotatore statunitense.

## Biografia
Si è messo in mostra ai mondiali giovanili di Indianapolis 2017, vincendo l'argento nei 200 metri misti.
Ha rappresentato gli Stati Uniti ai Giochi olimpici estivi di Tokyo 2020 nei 400 metri stile libero, dove ha vinto la medaglia di bronzo terminando alle spalle del tunisino Ahmed Hafnaoui e dell'australiano Jack McLoughlin.
Vanta sette ori mondiali (uno in vasca lunga e sei in vasca corta).

## Palmarès
- Giochi olimpici

Tokyo 2020: bronzo nei 400m sl.
Parigi 2024: argento nella 4x200m sl.
- Mondiali

Budapest 2022: oro nella 4x200m sl.
Fukuoka 2023: argento nella 4x200m sl.
- Mondiali in vasca corta

Abu Dhabi 2021: oro nella 4x200m sl.
Melbourne 2022: oro nei 400m sl, nella 4x200m sl e nella 4x100m misti, argento nella 4x50m misti e bronzo nella 4x100m sl.
Budapest 2024: oro nella 4x100m sl e nella 4x200m sl, argento nei 400m sl.
- Mondiali giovanili

Indianapolis 2017: argento nei 200m misti.